# Sarcelle de la puna
Spatula puna
Espèce
Statut de conservation UICN

 LC  : Préoccupation mineure

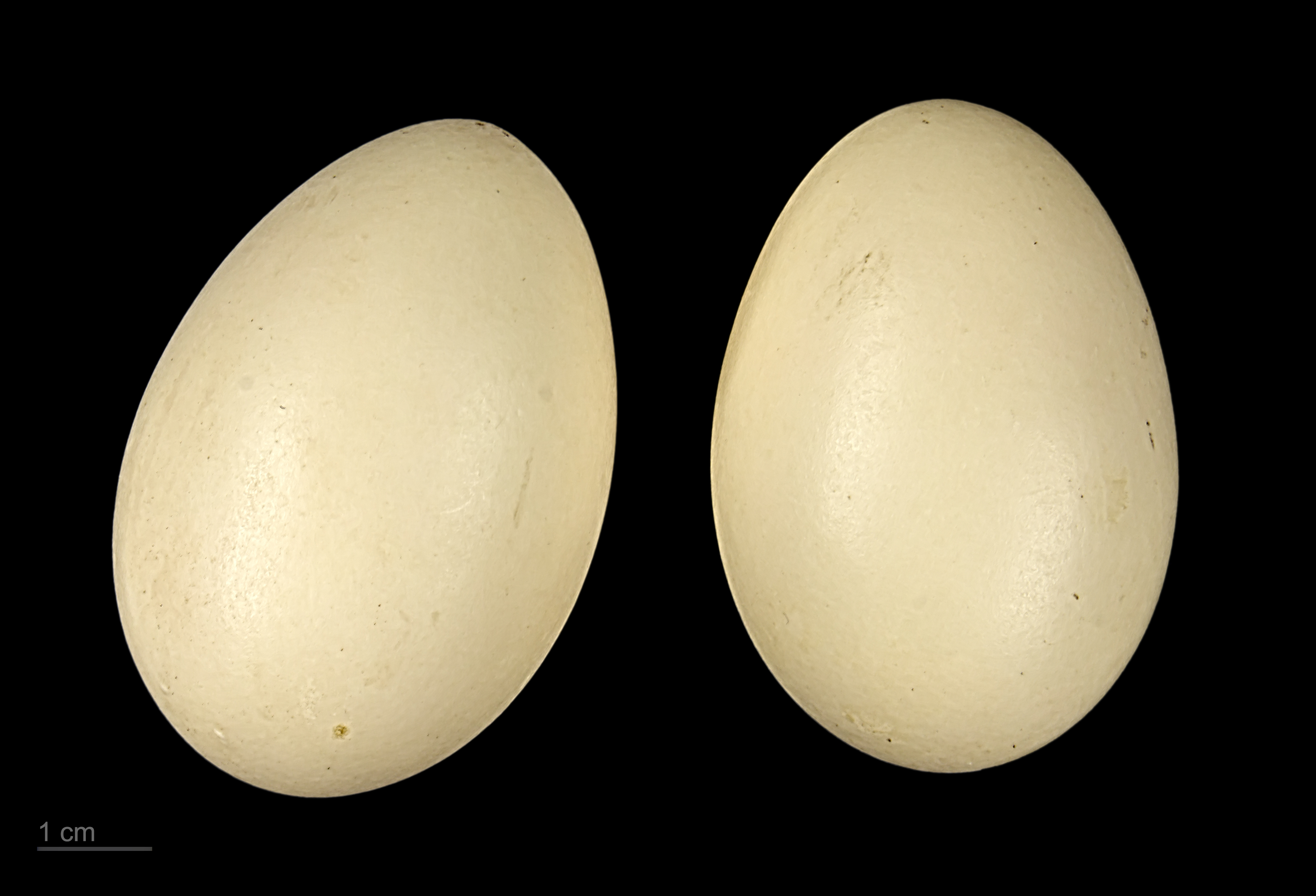
Anas puna - MHNT

La Sarcelle de la puna, Sarcelle du puna ou simplement Sarcelle puna  (Spatula puna, synonyme Punanetta puna, anciennement Anas puna) est une espèce d'oiseaux aquatiques de la famille des Anatidae.

## Description
Récemment séparée de la Sarcelle versicolore et élevée au rang d'espèce monotypique, la Sarcelle de la Puna s'en distingue par l'absence de jaune sur le bec et des rayures sombres beaucoup plus fines sur les flancs.

## Répartition
Cet oiseau peuple les lacs andins du nord du Chili au Pérou et à la Bolivie ainsi que dans le nord-ouest de l'Argentine.